# 2657 Bashkiria
2657 Bashkiria è un asteroide della fascia principale. Scoperto nel 1979, presenta un'orbita caratterizzata da un semiasse maggiore pari a 3,1766990 UA e da un'eccentricità di 0,1516113, inclinata di 2,24334° rispetto all'eclittica.